# Love Island
Love Island è un dating reality creato da ITV Studios e trasmesso per la prima volta proprio da ITV nel 2005. Dopo che nel 2015 è stato rinnovato, si è diffuso in molti altri paesi.
| Nazione/Regione               | Titolo                                                                        | Rete TV/servizio di streaming                              | Vincitori | Conduttori                                                     |
| ----------------------------- | ----------------------------------------------------------------------------- | ---------------------------------------------------------- | --- | -------------------------------------------------------------- |
| Albania                       | Love Island Albania                                                           | TV Klan                                                    | - Stagione 1, 2023: stagione imminente | - Luana Vjollca                                                |
| Australia                     | Love Island Australia                                                         | - 9Now (4-) - Nine Network (2-3) - 9Go! (1)                | - Stagione 1, 2018: Grant Crapp e Tayla Damir - Stagione 2, 2019: Josh Packham e Anna McEvoy - Stagione 3, 2021: Mitch Hibberd e Tina Provis - Stagione 4, 2022: Austen Bugeja e Claudia Bonifazio - Stagione 5, 2023: stagione imminente | - Sophie Monk                                                  |
| Canada ( Québec)              | L'île de l'amour                                                              | TVA                                                        | - Stagione 1, 2021: Arielle Salvaje e Benjamin Fabre - Stagione 2, 2022: Amanda Boily Paleovrahas e Mathieu Dufresne - Stagione 3, 2023: stagione in onda | - Naadei Lyonnais (1-2) - Olivier Dion (3-)                    |
| Danimarca                     | Love Island                                                                   | TV3                                                        | - Stagione 1, 2018: Julie Melsen e Oliver Erngart | - Lisbeth Østergaard                                           |
| Finlandia                     | Love Island Suomi                                                             | Sub                                                        | - Stagione 1, 2018: Aura Lampi e Jeffrey Lawman - Stagione 2, 2019: Sofia Näveri e Eetu Tanskanen - Stagione 3, 2021: Salli Leppäkoski e Eeli Ylilehto - Stagione 4, 2023: stagione imminente | - Shirly Karvinen (1, 2) - Veronica Verho (3)                  |
| Francia                       | Love Island France                                                            | - W9 - Prime Video France (1) - RTL-TVI (1)                | - Stagione 1, 2020: Angele Salentino e Tristan Mrs - Stagione 2, 2023: stagione in onda | - Delphine Wespiser (2-) - Nabilla Benattia (1)                |
| Germania                      | Love Island – Heiße Flirts & wahre Liebe Love Island - Hot Flirts & True Love | RTL Zwei                                                   | - Stagione 1, 2017: Elena Miras e Jan Sokolowsky - Stagione 2, 2018: Tracy Candela e Marcellino "Lino" Kremers - Stagione 3, 2019: Sidney Wolf e Vivien Michalla - Stagione 4, 2020: Melina Hoch e Tim Kuehnel - Stagione 5, Primavera 2021: Bianca Jule e Paco Harb - Stagione 6, Autunno 2021: Isabell Kremer e Robin Wii - Stagione 7, 2022: Nico e Jennifer Iglesias - Stagione 8, 2023: stagione imminente                                                                                           | - Sylvie Meis (6-) - Jana Ina (1-5)                            |
| Grecia                        | Love Island                                                                   | Skai TV                                                    | - Stagione 1, 2022: Argiris Fragkos e Maria Astoglou | - Iliana Papageorgiou                                          |
| Israele                       | Love Island                                                                   | Free TV                                                    | - Stagione 1, 2023: stagione imminente | - Eden Fines                                                   |
| Italia                        | Love Island Italia                                                            | Discovery+                                                 | - Stagione 1, 2021: Rebeca Di Filippo e Wolf Yevhen | - Giulia De Lellis                                             |
| Malta                         | Love Island Malta                                                             | TVM                                                        | - Stagione 1, 2023: stagione in onda | - Yazmin Helledie                                              |
| Nigeria                       | Love Island Nigeria                                                           | - TVC - 9 Vision Media                                     | - Stagione 1, TBA: stagione imminente | TBA                                                            |
| Norvegia                      | Love Island                                                                   | - TV 2 (2) - TV3 (1)                                       | - Stagione 1, 2018: Andrea Sveinsdottir e Morten Dalhaug - Stagione 2, 2020: Johannes Klemp e Nora Haukland | - Morten Hegseth (2) - Tone Damli (1)                          |
| Nuova Zelanda                 | Love Island NZ                                                                | Three                                                      | - Stagione 1, TBA: stagione imminente | - TBA                                                          |
| Paesi Bassi Belgio ( Fiandre) | Love Island Nederland & België                                                | - Videoland (3-) - Streamz (3-) - RTL 5 (1-2) - VIER (1-2) | - Stagione 1, 2019: Aleksandra Jakobczyk e Denzel Slager - Stagione 2, 2020: Joan Pronk e Mert O'Katann - Stagione 3, 2022: Jotti Verbruggen e Cas Hooijer - Stagione 4, 2023: stagione imminente | - Holly Mae Brood - Viktor Verhulst                            |
| Paesi Bassi                   | Love Island Nederland                                                         | Videoland                                                  | - Stagione 1, 2019: Daniel van Pienbroek e Floor Masselink - Stagione 2, 2021: Job Stevens e Esmee Cox | - Monica Geuze (1) - Holly Mae Brood (2)                       |
| Polonia                       | Love Island. Wyspa miłości                                                    | - TV4 (7-) - Polsat (1-6)                                  | - Stagione 1, 2019: Sylwia Madeńska e Mikołaj Jędruszczak - Stagione 2, 2020: Julia Nowakowska e Dominik Grot - Stagione 3, 2021: Caroline Juchniewicz e Mateusz Zacharczuk - Stagione 4, 2021: Magdalena Lichota e Wiktor Biernacki - Stagione 5, 2022: Josie Kwaśniewska e Jakub Galica - Stagione 6, 2022: Angelina Zaichenko e Aleksandr Muzheiko - Stagione 7, 2023: Agata Paź e Hubert Wicher - Stagione 8, 2023: stagione imminente                                                                | - Karolina Gilon                                               |
| Regno Unito Irlanda           | Celebrity Love Island (2005) Love Island (2006) (versione originale VIP)      | - ITV - TV3                                                | - Stagione 1, 2005: Jayne Middlemiss e Fran Cosgrave - Stagione 2, 2006: Bianca Gascoigne e Calum Best | - Patrick Kielty (1–2) - Kelly Brook (1) - Fearne Cotton (2)   |
| Regno Unito Irlanda           | Love Island                                                                   | - ITV2 - VM1                                               | - Stagione 1, 2015: Jess Hayes e Max Morley - Stagione 2, 2016: Cara de la Hoyde e Nathan Massey - Stagione 3, 2017: Amber Davies e Kem Cetinay - Stagione 4, 2018: Dani Dyer e Jack Fincham - Stagione 5, 2019: Amber Gill e Greg O'Shea - Stagione 6, 2020: Paige Turley e Finn Tapp - Stagione 7, 2021: Millie Court e Liam Reardon - Stagione 8, 2022: Ekin-Su Cülcüloğlu e Davide Sanclimenti - Stagione 9, Winter 2023: Kai Fagan e Sanam Harrinanan - Stagione 10, Summer 2023: stagione imminente | - Maya Jama (9-) - Laura Whitmore (6-8) - Caroline Flack (1-5) |
| Rep. Ceca Slovacchia          | Love Island Česko & Slovensko                                                 | - TV Nova - TV Markíza - VOYO                              | - Stagione 1, 2021: Martin Kulhánek e Laura Chrebetová - Stagione 2, 2022: Denisa Valová e Kryštof Novák - Stagione 3, 2023: stagione imminente | - Zorka Hejdová (2-) - Nikol Moravcová (1)                     |
| Romania                       | Love Island                                                                   | Pro TV                                                     | - Stagione 1, 2023: stagione imminente | TBA                                                            |
| Spagna                        | Love Island España                                                            | Neox                                                       | - Stagione 1, 2021: Miguel López e Celia Zanón - Stagione 2, 2022: Luis Titans e Yaiza Caballot - Stagione 3, 2023: stagione imminente | - Cristina Pedroche                                            |
| Stati Uniti Canada            | Love Island                                                                   | - CBS - CTV                                                | - Stagione 1, 2019: Elizabeth Weber e Zac Mirabelli - Stagione 2, 2020: Justine Ndiba e Caleb Corprew - Stagione 3, 2021: Olivia Kaiser e Korey Gandy - Stagione 4, 2022: Zeta Morrison e Timmy Pandolfi - Stagione 5, 2023: stagione imminente | - Arielle Vandenberg                                           |
| Sudafrica                     | Love Island South Africa                                                      | M-Net                                                      | - Stagione 1, 2021: Libho Geza e Thimna Shooto | - Leandie du Randt                                             |
| Svezia                        | Love Island Sweden                                                            | TV4                                                        | - Stagione 1, 2018: Jacob Olsson e Victoria Eklund Gustafsson - Stagione 2, 2019: Simon Dannert e Sofia Jenks - Stagione 3, 2023: Adrian Podde e Celine Axman | - Julia Franzén (3-) - Malin Stenbäck (1-2)                    |
| Ungheria                      | Love Island Hungary                                                           | RTL Klub                                                   | - Stagione 1, 2019: Zsófia "Zsófi" Németh e Tícián Lakatos | - Norbert Kamarás                                              |